# Salimbene von Parma
Salimbene von Parma (eigentlich Ognibene de Adam[o], in der Forschung meist als Salimbene de Adam bezeichnet; * 9. Oktober 1221 in Parma; † nach 1288) war ein italienischer Franziskaner, Prediger und Chronist.

## Leben

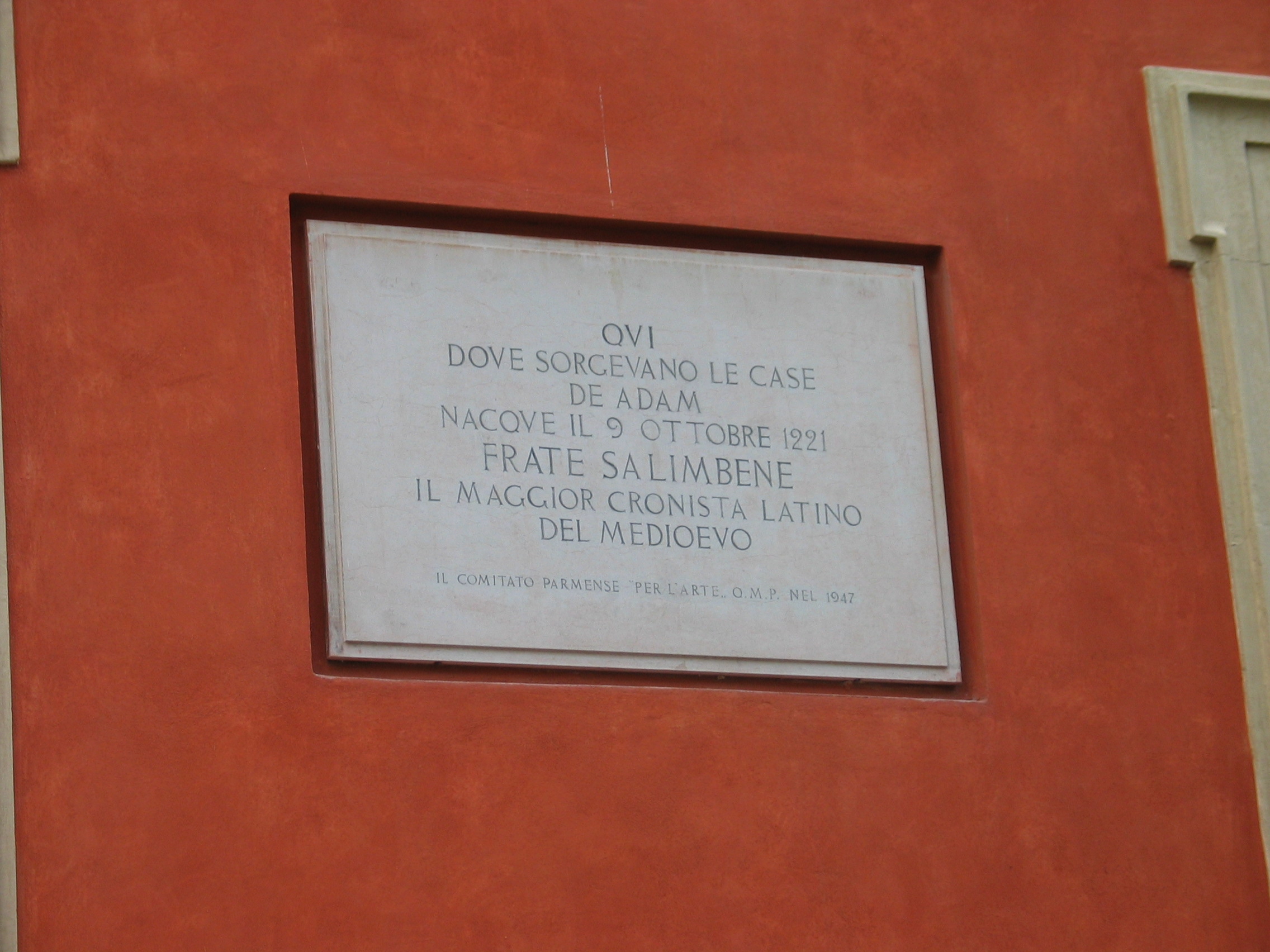
Die Gedenktafel am Geburtsort in der Strada Duomo n°7 in Parma

Salimbene war der dritte Sohn des späteren Kreuzfahrers Guido de Adam. Seine Mutter war dessen zweite Frau Immelda de Adam. In seiner Chronik berichtete Salimbene ausführlich von seiner Familie, die wohlhabend und einflussreich, aber wohl nicht adlig war.
1238 schloss sich Salimbene gegen den Willen seines Vaters dem Franziskaner-Konvent von Fano an. Unter Einschaltung von Kaiser Friedrich II. und Papst Innozenz IV. versuchte Guido vergeblich, seinen Sohn zur Rückkehr zu bewegen. Um seinem Vater zu entkommen, bat Salimbene um eine Entsendung an einen anderen Ort. Die Jahre 1241–1243 verbrachte er in Siena, wo er Subdiakon wurde. Seine nächste Station war der Konvent von Pisa, wo er erstmals mit den Joachim von Fiore zugeschriebenen Lehren in Kontakt kam.
1247 wurde er ausgewählt, um an der Universität von Paris zu studieren. Salimbene reiste nach Paris, schrieb sich allerdings nicht ein und verließ die Stadt bereits nach zwei Wochen. Die nächsten beiden Jahre verbrachte er entweder in Hyères, wo er unter Hugo von Digne die Joachim von Fiore zugeschriebenen Lehren studierte, oder auf Reisen. Während der Belagerung von Parma durch Friedrich II. 1247/8 befand sich Salimbene wohl zunächst in der Stadt, bevor er sich nach Lyon zu Innozenz IV. begab, um dem Papst zu berichten. Bei dem persönlichen Treffen in den Gemächern des Papstes soll dieser Salimbene unter vier Augen die Erlaubnis zu predigen erteilt haben.
Während seiner anschließenden Reise durch die Provence, zusammen mit dem seligen Simon von Collazzone, wurde Salimbene von seinem Ordensgeneral Johannes von Parma nach Genua versetzt, wo er 1248 die Priesterweihe empfing. Ende 1249 siedelte er nach Ferrara über, wo er im dortigen Konvent mit der Bearbeitung von Chroniken betraut wurde. Anfang 1282 zog er sich nach Reggio nell’Emilia zurück.

## Werke
Laut eigener Aussage soll Salimbene mehrere Werke verfasst haben. Aber nur seine stark autobiografisch gehaltene Chronik, welche die Zeit von 1167 bis 1287 (das Jahr 1288 in Andeutungen) behandelt, ist erhalten geblieben; selbst diese Chronik konnte nicht vollständig in die neueste Zeit hinübergerettet werden. Sie ist erst ab Blatt 208 überliefert, zudem könnte sie zumindest 35 weitere Blätter umfasst haben. Das Autograph der Chronik hat sich erhalten und befindet sich heute in der Biblioteca Apostolica Vaticana (Signatur: Vat. lat. 7260). es wird vermutet, dass es sich bei den Marginal-Kommentaren in dieser Handschrift um Salimbenes eigenhändige Schrift handelt.
Der Teil der Chronik, der heute erhalten ist, fußt auf dem Liber de temporibus, einer von Albert Milioli verfassten Papstchronik, die mit der Geschichte der Stadt Reggio (Emilia) verquickt ist. Ein Großteil der Chronik, ihr Anfang und eine Fortsetzung, beruhen auf der großen Weltchronik des Bischofs Siccard von Cremona. Des Weiteren liegen Salimbenes Werk Exzerpte aus Martin von Troppau, der Legenda aurea des Jacobus de Voragine und der Historia Scholastica von Petrus Comestor zugrunde. Salimbene begann zunächst dieses Werk abzuschreiben, er löste sich aber bei jeder Gelegenheit von seiner Vorlage und fügte eigene Erlebnisse, Kommentare, Geschichten und Anekdoten ein. Die Chronik des Franziskaners ist stark von prophetischen Texten, insbesondere den Schriften Joachims von Fiore, beeinflusst.
Zahlreiche Anekdoten über Friedrich beschreiben angebliche Versuche des Kaisers. So soll Friedrich neugeborene Kinder isoliert haben, um die Ursprache der Menschheit zu ergründen. Die Chronik von Salimbene von Parma zum Jahr 1285 berichtet, er habe herausfinden wollen, ob Kinder überhaupt sprechen lernten, wenn ihnen niemand etwas vorspreche, von dem sie lernen könnten, und wenn ja, welche Sprache sie sich dann aneigneten. Friedrichs Vermutung sei in Richtung des Hebräischen als ältester Sprache gegangen, aber auch Griechisch, Latein oder Arabisch habe er für möglich gehalten. Um das herauszufinden, habe der Kaiser Neugeborene in einen Turm bringen lassen. Dort hätten die Ammen und Pflegerinnen ihnen Milch geben, sie stillen, baden und trockenlegen dürfen, aber auf keinen Fall sie liebkosen oder mit ihnen sprechen. Keines der Kinder soll überlebt haben. Historiker bewerten diese Berichte allerdings als Versuch von Salimbene von Parma, Friedrich II. und wissenschaftlich-empirische Forschung in Misskredit zu bringen.

## Ausgaben
Editionen:
- Chronica fr. Salimbene parmensis ordinis minorum ex codice bibliothecae Vaticanae nunc primum edita, Parma 1857. (Editio princeps, Digitalisat)
- Cronaca di fra Salimbene parmigiano dell'ordine dei Minori, volgarizzata da Carlo Cantarelli sull'edizione unica del 1857; corredata di note e di un ampio indice per materie, Parma 1882. (veraltete Edition, Digitalisat bei Google Books)
- Oswald Holder-Egger (Hrsg.): Scriptores (in Folio) 32: Cronica fratris Salimbene de Adam ordinis Minorum. Hannover 1905 (Monumenta Germaniae Historica, Digitalisat) (veraltete Edition)
- Fra' Salimbene, La Cronaca, a cura di Giuseppe Pochettino; con illustrazioni di Attilio Razzolini, Sancasciano Val di Pesa 1926. (veraltete Edition)
- Salimbene de Adam, Cronica, hg. von Ferdinando Bernini, 2 Bde. (Scrittori d'Italia 187/188), Bari 1942. (Bd. 1: Digitalisat beim Internet Archive/Bd. 2: Digitalisat beim Internet Archive) (veraltete Edition)
- Salimbene de Adam, La cronaca, versione di Giuseppe Tonna, Mailand 1964. (veraltete Edition)
- Salimbene da Parma, La cronaca, a cura di Nino Scivoletto, Florenz 1966. (veraltete Edition)
- Salimbene de Adam, Cronica hg. von Giuseppe Scalia, 2 Bde. (Scrittori d'Italia 232/233), Bari 1966. (veraltete Edition)
- Salimbene de Adam, Cronica, hg. von Giuseppe Scalia, 2 Bde. (Corpus Christianorum, Continuatio Mediaevalis 125.1/2), Turnhoult 1998/1999. (maßgebliche, kritische Edition)

Übersetzungen:
- George Gordon Coulton, From St. Francis to Dante: Translations from the chronicle of the Franciscan Salimbene, 1221-1288 with notes and illustrations from other medieval sources, London 1097. (Digitalisat beim Internet Archive, Auszüge übersetzt)
- Die Chronik des Salimbene von Parma (in Die Geschichtschreiber der deutschen Vorzeit Gesamtausgabe 2, Bd. 93–94). Nach der Ausgabe der Monumenta Germaniae übersetzt von Alfred Doren. Zwei Bände. Dyk, Leipzig 1914. (Digitalisate, veraltete Übersetzungen)
- The Chronicle of Salimbene de Adam, übersetzt von Joseph Lee Baird, Giuseppe Bagliavi und John Robert Kane (Medieval and Renaissance texts and studies. Bd. 40), Binghamton 1986.
- Salimbene de Adam da Parma, Cronaca, übersetzt von Berardo Rossi, Bologna 1987.
- Salimbene de Adam da Parma, Cronica, hg. von Giuseppe Scalia, übersetzt von Berardo Rossi, Parma 2007. (italienische Übersetzung)